# Kontingenzmanagement
Kontingenzmanagement ist eine Form der operanten Konditionierung, bei der auf zuvor definiertes Verhalten eine definierte Reaktion (Verstärkung) erfolgt. Techniken der operanten Konditionierung werden vor allem bei Kindern mit Verhaltensproblemen, Autismus oder psychotischen Zuständen eingesetzt. Zum Beispiel könnte ein Kind für ein bestimmtes Verhalten („abwaschen“), eine bestimmte Belohnung erhalten („Schokolade“). Verhalten und Reaktion können in einem Kontingenzvertrag festgehalten werden.
Das Token-System kann als Erweiterung des Kontingenzmanagements betrachtet werden, bei dem eine Belohnung nicht sofort erfolgt.

## Non-Kontingenz
Eine Sonderform ist die Aufhebung der Kontingenz zwischen Verhalten und Reaktion. Zum Beispiel könnten sich bei selbstschädigendem Verhalten die therapeutischen Kontakte an Zeitplänen orientieren, unabhängig von der aktuellen Befindlichkeit der Patienten. Dies verhindert eine Konditionierung von negativem Empfinden bzw. Selbstschädigung und Therapeutenkontakt. Bei Verbesserung der Bewältigungsstrategien können die Zeitabstände vergrößert werden. Das Vorgehen sollte jedoch genau mit dem Patienten abgestimmt werden.